# Vandellia macrosiphonia
Vandellia macrosiphonia är en tvåhjärtbladig växtart som först beskrevs av Ferdinand von Mueller, och fick sitt nu gällande namn av Fischer, Schäferhoff och Müller. Vandellia macrosiphonia ingår i släktet Vandellia och familjen Linderniaceae. Inga underarter finns listade i Catalogue of Life.